# Villers-Plouich
 Villers-Plouich là một xã của tỉnh Nord, thuộc vùng Hauts-de-France, miền bắc nước Pháp.